# Cameroniaceae
Cameroniaceae is een botanische naam voor een monotypische familie van korstmossen behorend tot de orde Baeomycetales. Het bevat alleen het geslacht Cameronia.